# Австралийский биографический словарь
Австралийский биографический словарь (англ. Australian Dictionary of Biography, сокращённо ADB, также AuDB) — 21-томное биографическое справочное издание (энциклопедия) о выдающихся людях австралийской истории. 12 томов опубликовало издательство Мельбурнского университета в период с 1966 по 2005 год. Начиная с 2006 года существует онлайн доступ к словарю, организованный «Национальным биографическим центром» (англ. National Centre of Biography, NCB) Австралийского национального университета при поддержке Австралийского центра научно-технического наследия в составе Мельбурнского университета. После начала онлайн публикации вышло ещё 7 номерных томов, последний из которых в 2021 году, и два дополнительных.
Как проект ADB действует с 1957 года. Ныне персонал, отвечающий за подбор и редактуру текстов статей, работает в NCB, который является частью Исследовательской школы социальных наук (англ. Research School of Social Sciences) Австралийского национального университета в Канберре, столице страны. В словаре содержатся биографические записи о примерно 13 000 человек, которые написали более чем 4500 авторов.

## История

### Первые словари в Австралии
Первая попытка создать биографический справочник об австралийцах была предпринята в 1879 году Джоном Хитоном: он опубликовал работу, получившую название Australian dictionary of dates and men of the time. С тех пор биографические работы выходили достаточно регулярно. Через два года после публикации работы Хитона Дэвид Блэр написал свой справочник, который получил название Cyclopaedia of Australasia. Однако данная работа фактически повторяла предыдущую, поскольку в ней содержалось большое количество статей о персоналиях, описанных Хитоном. 11 лет спустя был опубликован 3 биографический справочник — работа Филипа Меннелла Dictionary of Australasian Biography, которая содержала уже другие биографии, но его автор ограничился достаточно коротким периодом времени.
Следом Фред Джонс начал серию биографических книг Johns’s Notable Australians (в дальнейшем перезапущенную под названием Who's Who in Australia). Вышло три тома при жизни Джонса и один посмертно. Позже она была перезапущена издательством Кита Мёрдока Australian Associated Press. С 1925 по 1966 год публиковалась «Австралийская энциклопедия», содержащая, впрочем, не только биографии.
В 1949 году свою двухтомную работу со схожим с ADB названием Dictionary of Australian Biography выпустил Персивал Серл. Она содержит 1030 биографических записей о людях, живших до 1942 года. За свой труд Персивал получил золотую медаль Австралийского литературного общества.

### Онлайн версия
6 июня 2006 года генерал-губернатор Австралии Майкл Джеффери объявил о запуске онлайн версии словаря. Статьи были отцифрованы совместно Национальным биографическим центром, который входит в состав Австралийского национального университета, и Австралийским центром научно-технического наследия, который входит в состав Мельбурнского университета. В декабре того же года эта версия была удостоена Национальной культурной премии имени величайшего историка Австралии Мэннинга Кларка. Код электронной версии — ISSN 1833-7538

## Состав печатной версии
Издательством Мельбурнского университета было выпущено 18 томов. Первый и второй тома охватили собой биографии австралийцев, умерших в период с 1788 по 1850 года, остальные же тома вплоть до 16 охватывали по 40 лет австралийской истории вплоть до 1980 года. Последующие два тома совместно охватили десятилетие с 1980 по 1990 год. Их редакторами стали Дуглас Пайк (1—6), Беде Нэрн и Джеффри Серл, сын Персивала Серла, автора Dictionary of Australian Biography (7—10 совместно, Джеффри также был единоличным редактором 11 тома) и Джон Ритчи (12—16 тома). Между 13 и 14 и 16 и 17 томами были выпущены два дополнительных — том с оглавлением и том с не вошедшими в 1—16 тома биографиями (под редакцией Кристофера Каннина) с 1788 по 1980 года. Начиная с 17 тома главным редактором словаря является новозеландский академик, профессор и директор NCB Мелани Нолан.
29 марта 2021 года в издательстве Австралийского национального университета ANU Press был выпущен 19 том под редакцией Нолан. Он содержит 680 биографий австралийцев, умерших в период с 1991 по 1995.
Авторами статей в ADB за всю историю существования словаря стали около 4500 человек, а удостоились их более 13 тысяч. При этом не все авторы являются историками по профессии, однако все статьи проверяются специальной редколлегией из Австралийского национального университета во главе с Нолан.

## Мнения

### Положительные
В 1966 году рецензент крупнейшего литературного журнала страны «Австралийское книжное обозрение» написал что день выхода первого тома стал «днём рождения настоящего гиганта». По его мнению создание такого обширного словаря является грандиозной задачей, за которую каждая нация способна взяться лишь один раз. Обозревая вышедший в 2012 году 18 том (который тогда заявлялся как последний печатный, однако это оказалось не так), австралийский биограф и журналист Брайан Мэтью на страницах этого же журнала написал, что этот национальный проект, в создании которого приняли участие тысячи человек и несколько поколений редакторов, действительно удался. По мнению автора, он стал не просто «справочником» и даже не энциклопедией, а настоящим символом исследовательского труда и того, сколько сил и времени можно вложить в документирование того, что не всегда длится и 80 лет.

### Критика
В 2018 год профессор политических наук университета Нового Южного Уэльса Клинтон Фернандес заявил, что написанные в 1960-х годах биографии различных важных фигур австралийской истории (например, отца-основателя Виктории Джорджа Ангаса, британского адмирала Лаклана Маккуори и других) обходят стороной их рабовладение. При этом база данных, которую использовал для этого заявления Фернандес не даёт однозначного ответа, был ли конкретно Ангас рабовладельцем или нет.